# MS Polstjerna

Le MS Polstjerna était un navire norvégien pour la chasse aux phoques mis en service en 1949. Il est désormais un navire musée appartenant au Musée universitaire de Tromsø (Norges arktiske universitetsmuseum). Depuis 2004 il est exposé dans une cale sèche d'un bâtiment de conservation près de l'aquarium Polaria à Tromsø.

## Historique
Le navire a fait 33 saisons de pêche et a capturé près de 100.000 phoques en mer du Groenland, avant sa dernière saison en 1981. 
Il a ensuite été acheté par la Société Arctique (Arktisk Forening) et transféré plus tard au Musée de l'Université. Le bâtiment qui abrite le navire en cale sèche a été conçu par le cabinet d'architectes Per Knudsen, qui a remporté un concours d'architecture pour l'installation. Le bâtiment présente également des expositions temporaires et permanentes. 
L'exposition SNOWHOW montre les préparations préalables aux expéditions polaires de Fridtjof Nansen et Roald Amundsen et sur la part du savoir-faire polaire norvégien ("snowhow") reposant sur les connaissances des peuples autochtones de l'Arctique (Inuits, Samis et autres peuples) et de l'environnement arctique du nord de la Norvège.

## Galerie

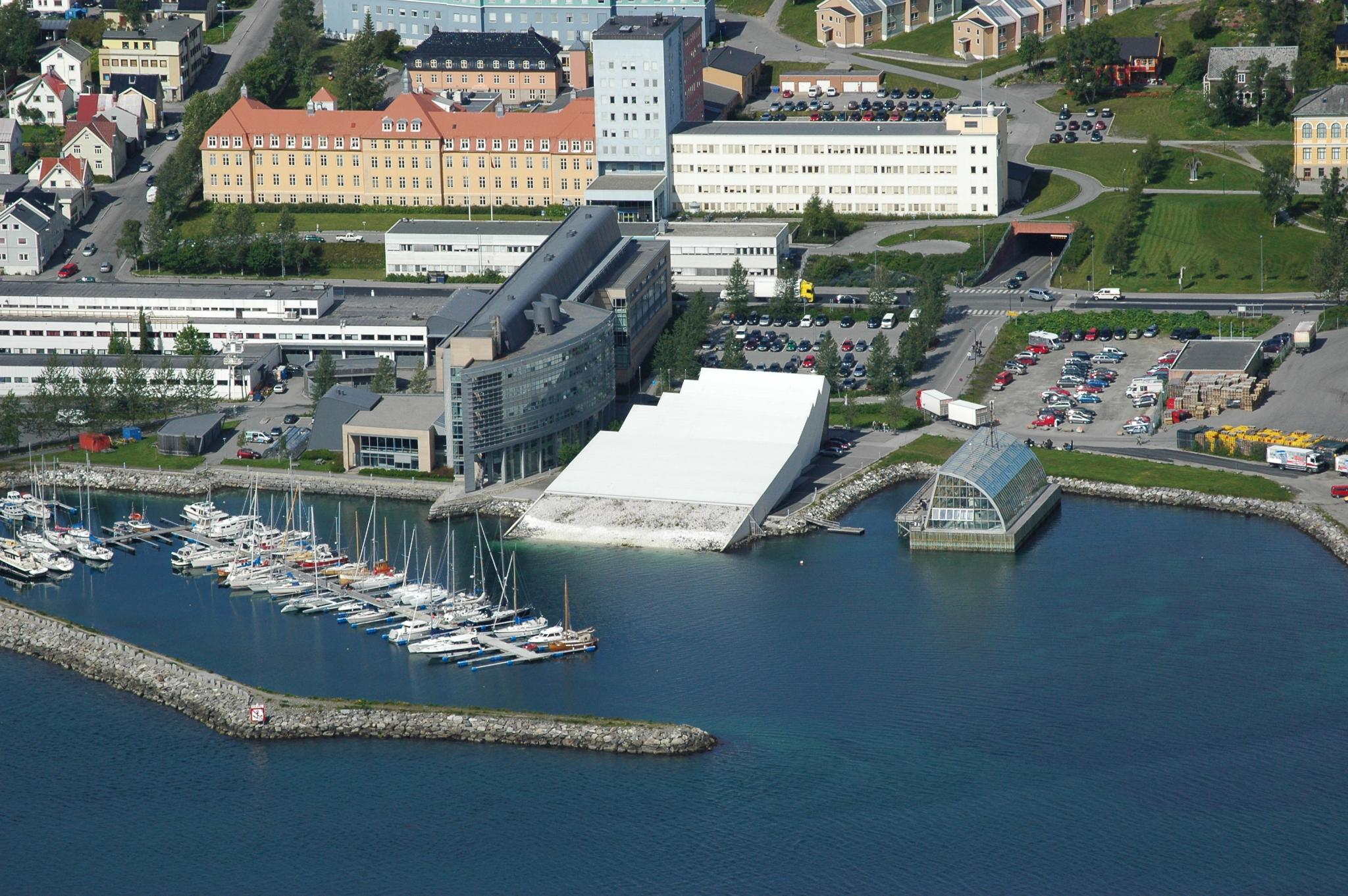
Polstjerna près de Polaria
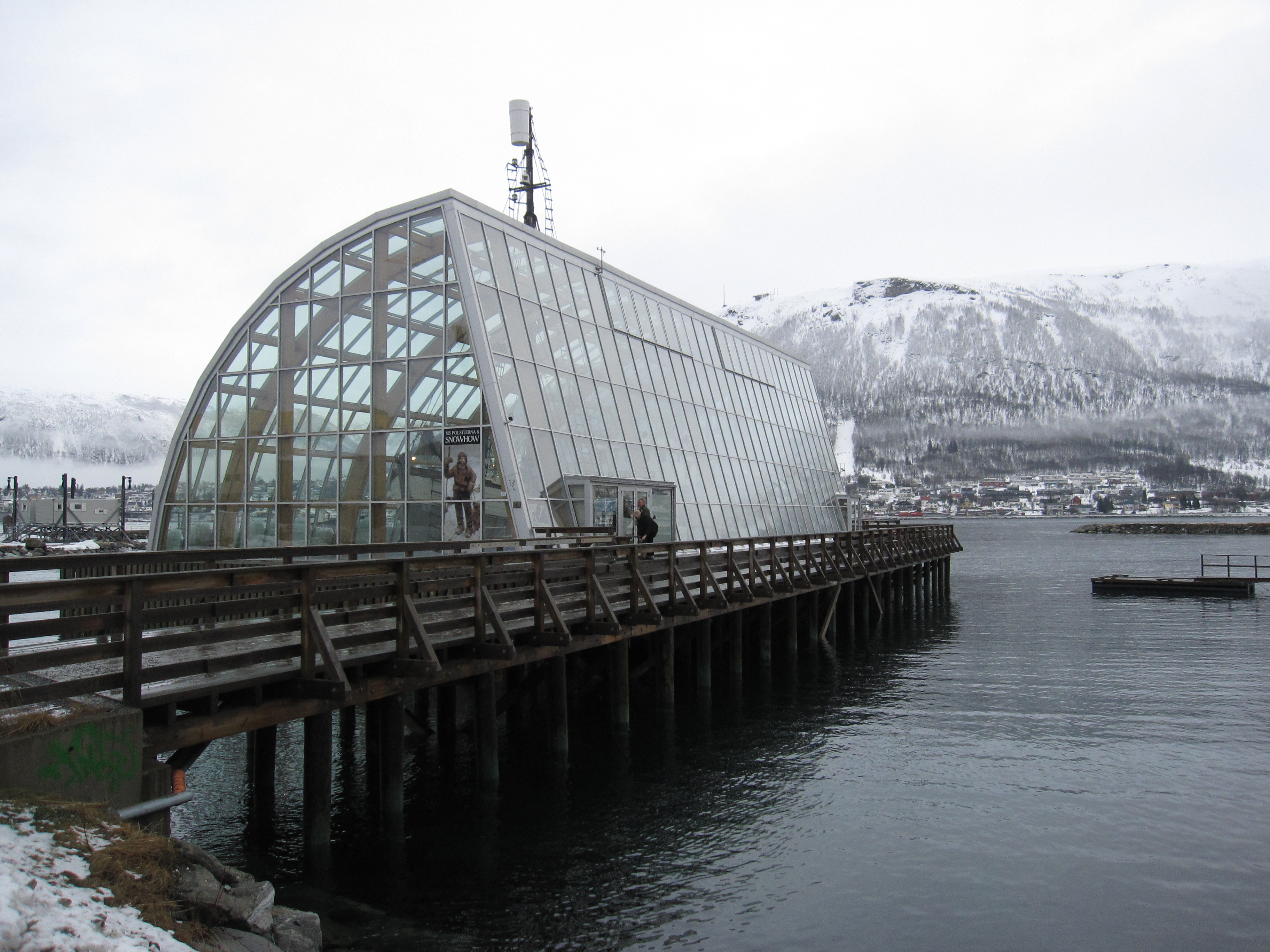
Bâtiment de la cale séche
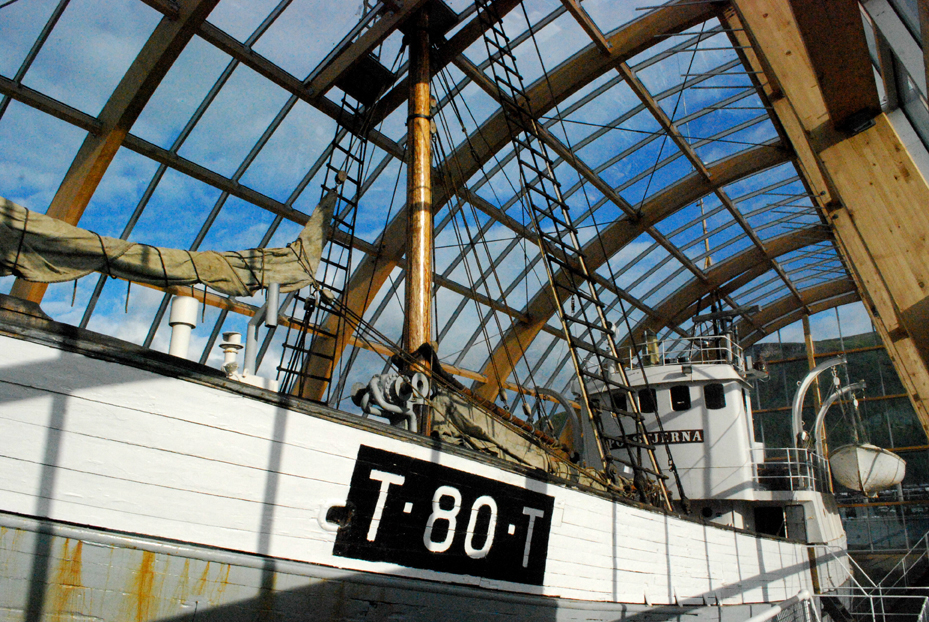
Le Polstjerna